# Roger Piton
Roger Piton is een voormalig Belgische syndicalist.

## Levensloop
Op 15 oktober 1980 werd hij aangesteld als eerste voorzitter van de Waalse vleugel van het ACOD.
In januari 1982 volgde hij Edmond Hamont op als federaal voorzitter van het ACOD, een functie die hij uitoefende tot februari 1993. Hij werd in deze hoedanigheid opgevolgd door Jacques Lorez.